# Fosse no 6 des mines de Dourges
 (janvier 2023).
La fosse no 6 dite Henriette de Clercq ou fosse du Tonkin de la Compagnie des mines de Dourges est un ancien charbonnage du Bassin minier du Nord-Pas-de-Calais, situé à Hénin-Beaumont. Le puits est commencé en mai 1885 et commence à extraire en 1888. Des cités sont bâties à proximité de la fosse. Un terril no 90, 6 Est de Dourges, est édifié à l'est du carreau de fosse. La fosse no 6 bis est ouverte sur un autre carreau au sud-sud-ouest en 1906. La fosse no 6 est détruite durant la Première Guerre mondiale. Elle l'est de nouveau durant la Seconde Guerre mondiale, à cause de sa proximité avec les lignes de Lens à Ostricourt et d'Hénin-Beaumont à Bauvin - Provin.
La Compagnie des mines de Dourges est nationalisée en 1946, et la fosse no 6 intègre le Groupe d'Hénin-Liétard. La fosse cesse d'extraire en 1951, et son puits est remblayé deux ans plus tard. Le terril, alors haut de 22 mètres, est exploité.
Au début du XXIe siècle, Charbonnages de France matérialise la tête de puits no 6. Le carreau de fosse et son terril sont devenus des espaces verts. Les cités ont été rénovées.

## La fosse

### Fonçage
La fosse no 6, également nommée fosse Henriette de Clercq ou du Tonkin, est commencée en mai 1885 à Hénin-Beaumont par la Compagnie des mines de Dourges, à 1 150 mètres à l'ouest du clocher de cette ville, contre la route nationale no 43, de Lens à Douai.

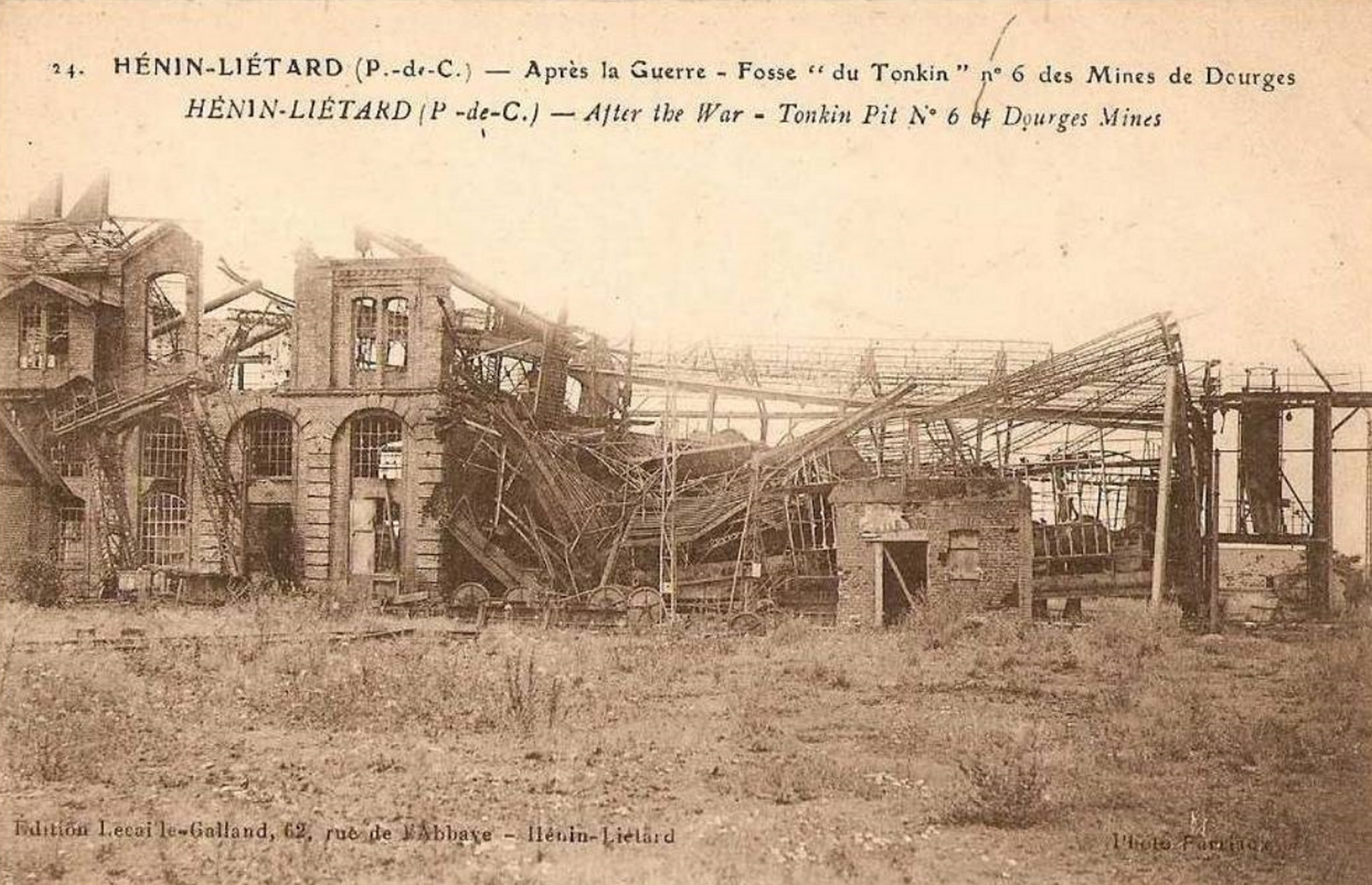
La fosse, après la Grande Guerre.

L'orifice du puits est situé à l'altitude de 36 mètres ou 40,85 mètres. Le niveau est traversé sans grandes difficultés, la venue d'eau maximale a été de 6 500 m3 par 24 heures à la profondeur de 53 mètres. Le cuvelage est en bois sur 84,96 mètres de hauteur, avec huit mètres de cuvelage en fonte à la tête. Le diamètre utile du puits est de 4,04 mètres. Le terrain houiller est atteint à la profondeur de 150,50 mètres,.

### Exploitation
La fosse no 6 commence à extraire en 1888,. La fosse est baptisée en l'honneur d'Henriette de Clercq, fondatrice, avec Louis-Georges Mulot, de la compagnie. Dans les années 1890, le puits est profond de 289 mètres, et les accrochages sont établis à 211 et 277 mètres.
La fosse no 6 bis est ouverte sur un autre carreau en 1906 à 750 mètres au sud-sud-ouest. La fosse est détruite durant la Première Guerre mondiale. Elle est ensuite reconstruite. Située près des lignes de Lens à Ostricourt et d'Hénin-Beaumont à Bauvin - Provin, elle est très endommagée durant la Seconde Guerre mondiale.
La Compagnie des mines de Dourges est nationalisée en 1946, et la fosse no 6 intègre le Groupe d'Hénin-Liétard. La fosse no 6 cesse d'extraire en 1951, et son puits, profond de 457 mètres, est remblayé deux ans plus tard.

### Reconversion
Au début du XXIe siècle, Charbonnages de France matérialise la tête de puits no 6. Le BRGM y effectue des inspections chaque année. Le site est devenu un espace vert.

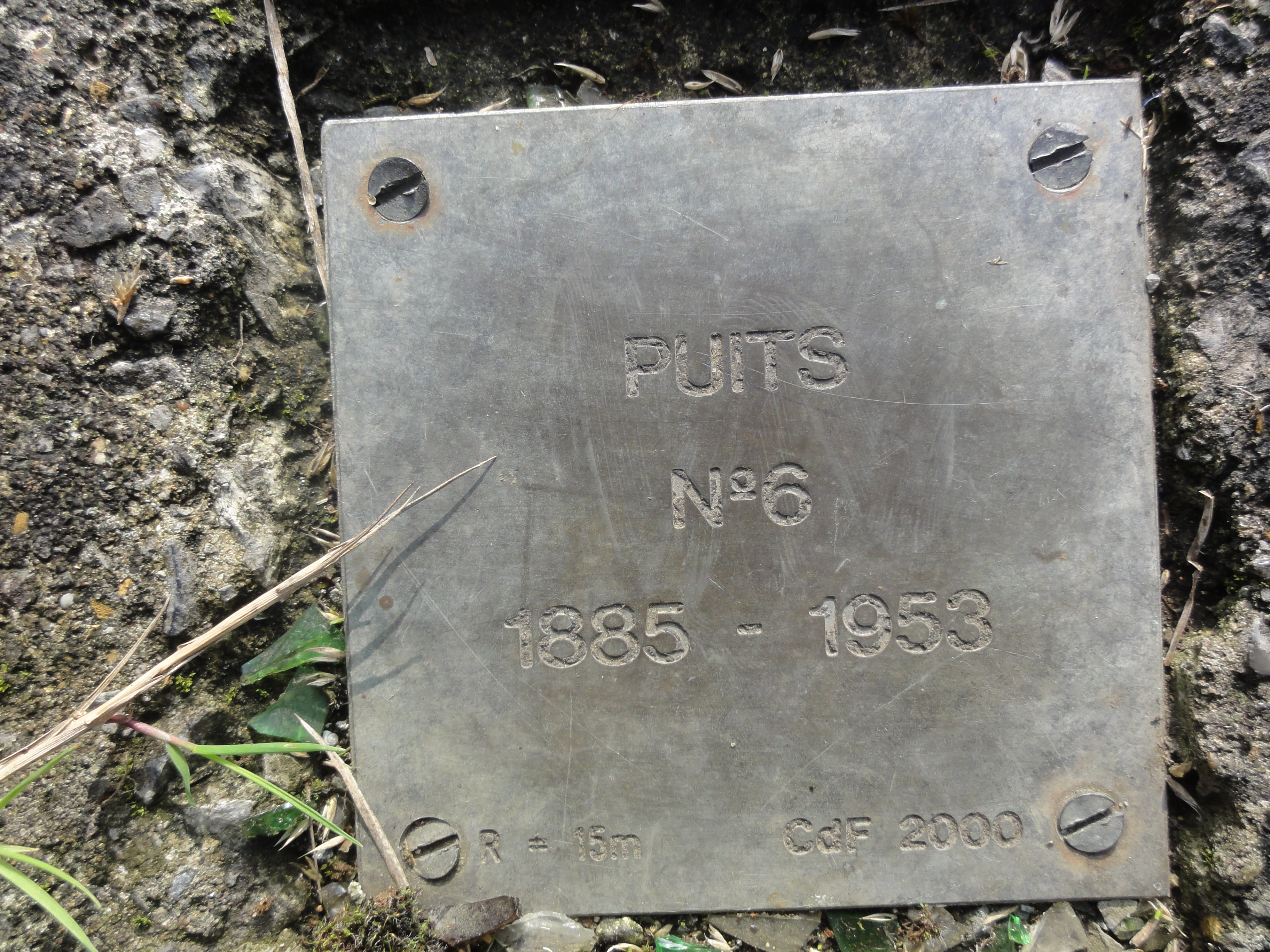
« Puits no 6, 1885-1953 ».
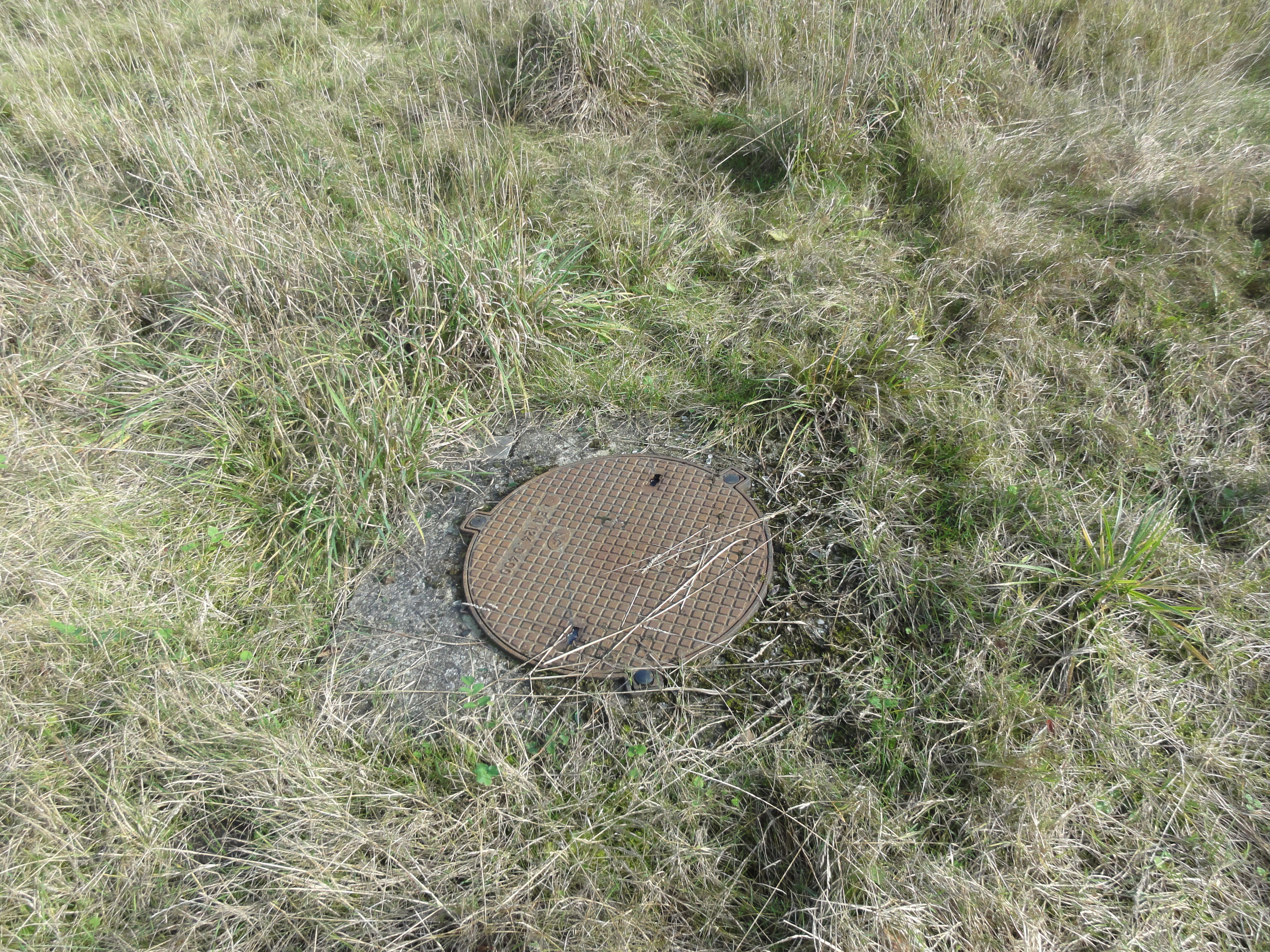
La tête de puits matérialisée.
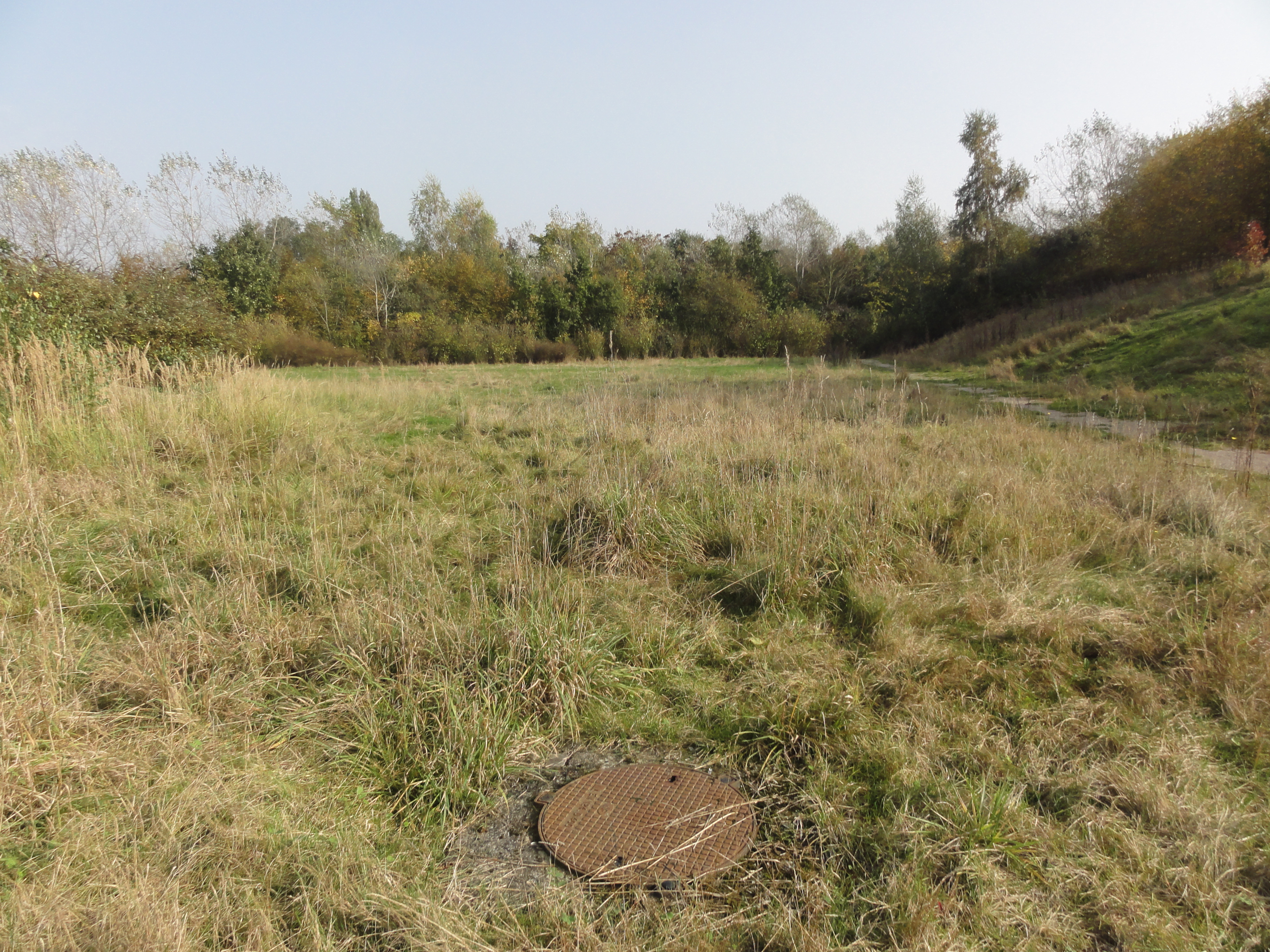
Le puits dans son environnement.
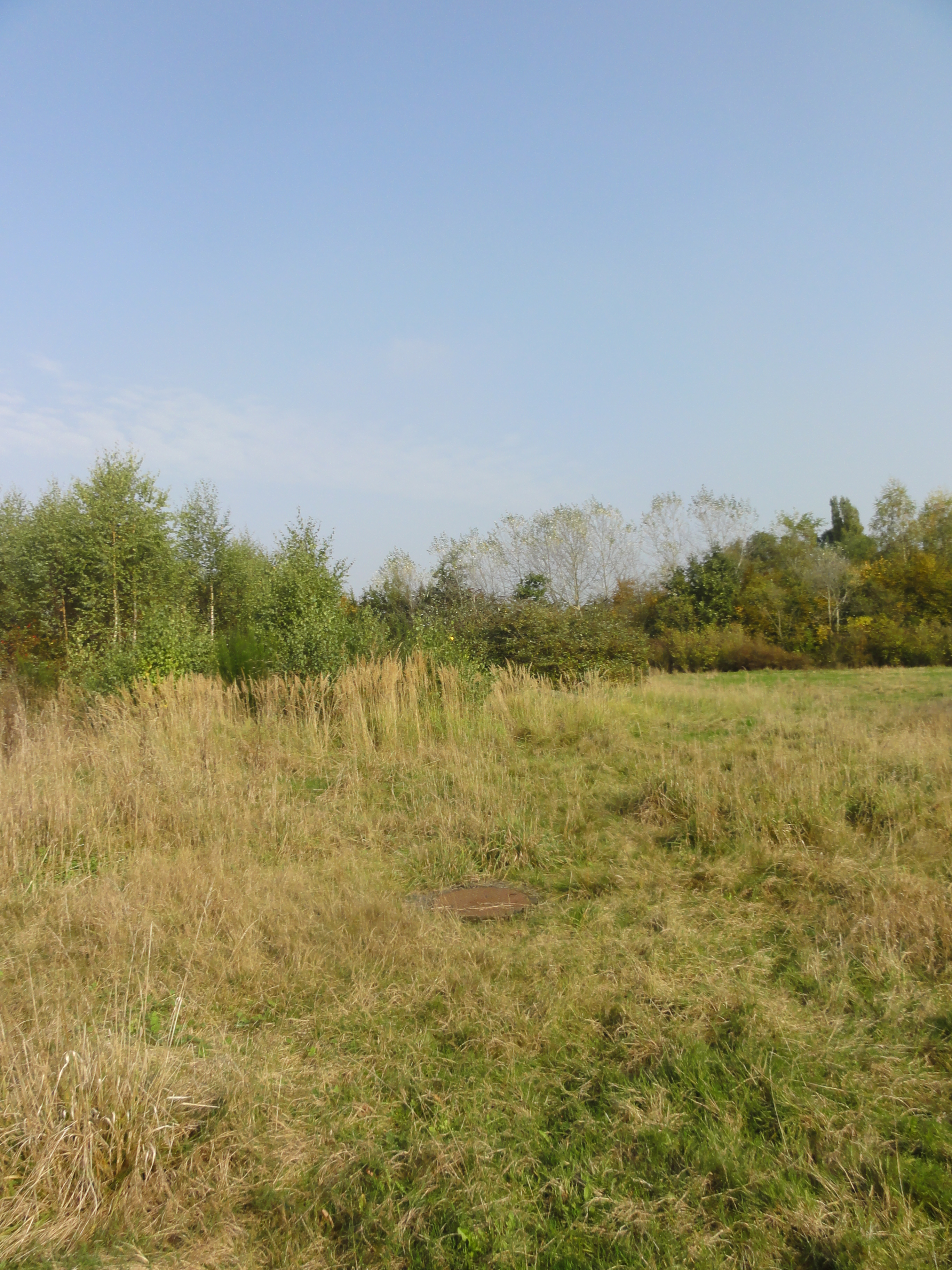
Le puits dans son environnement.
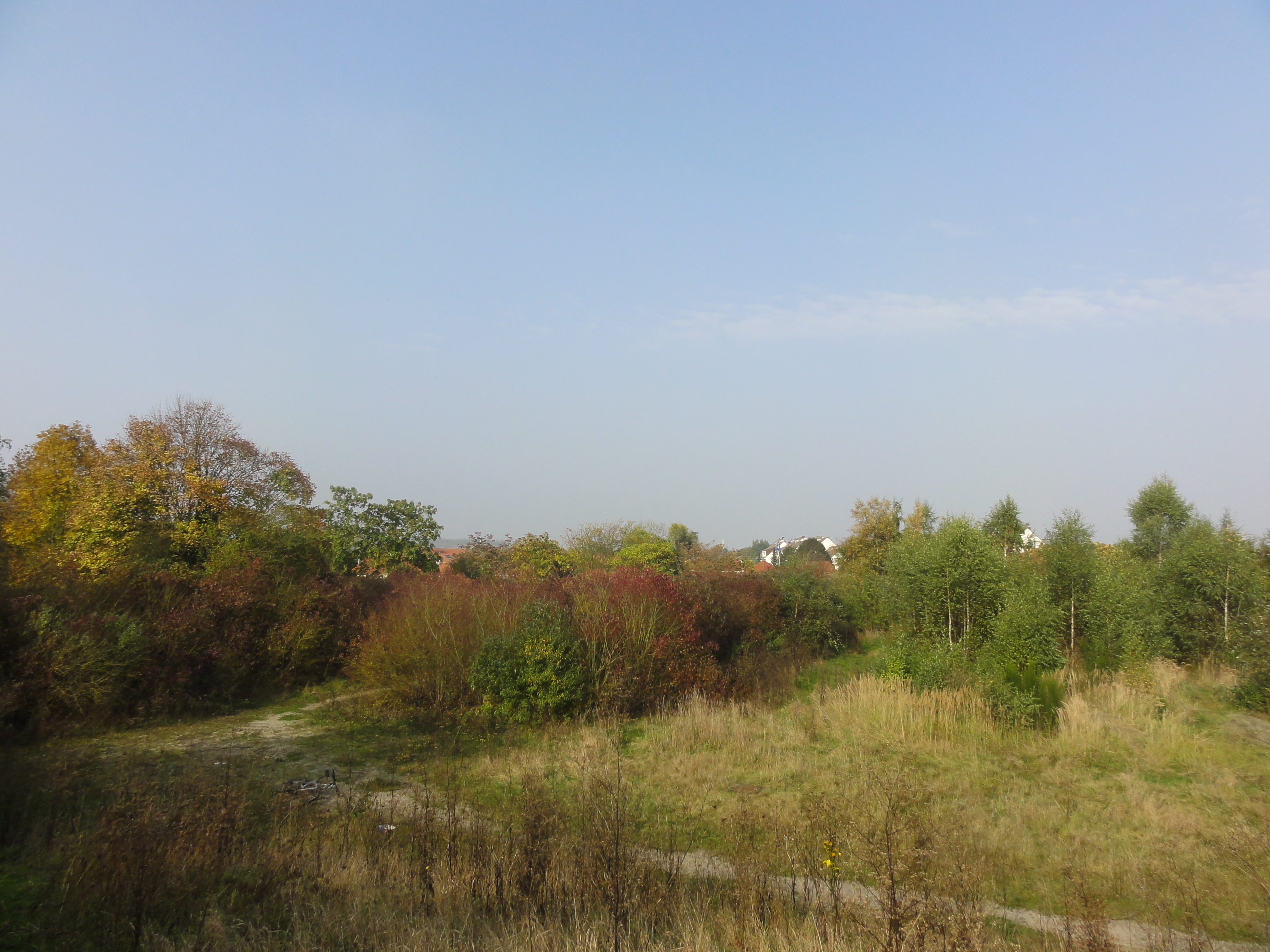
Le carreau de fosse.
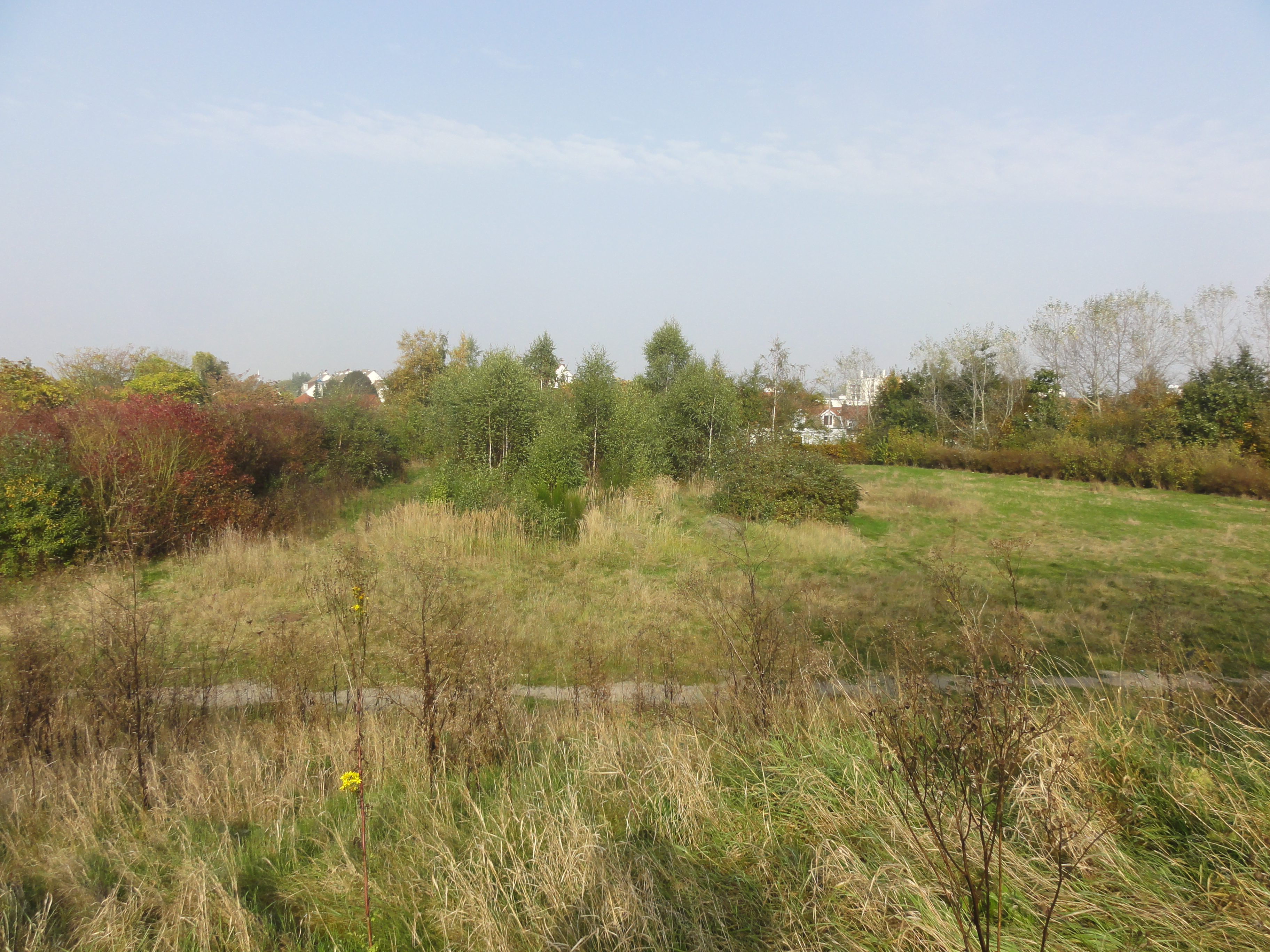
Le carreau de fosse.

## Le terril

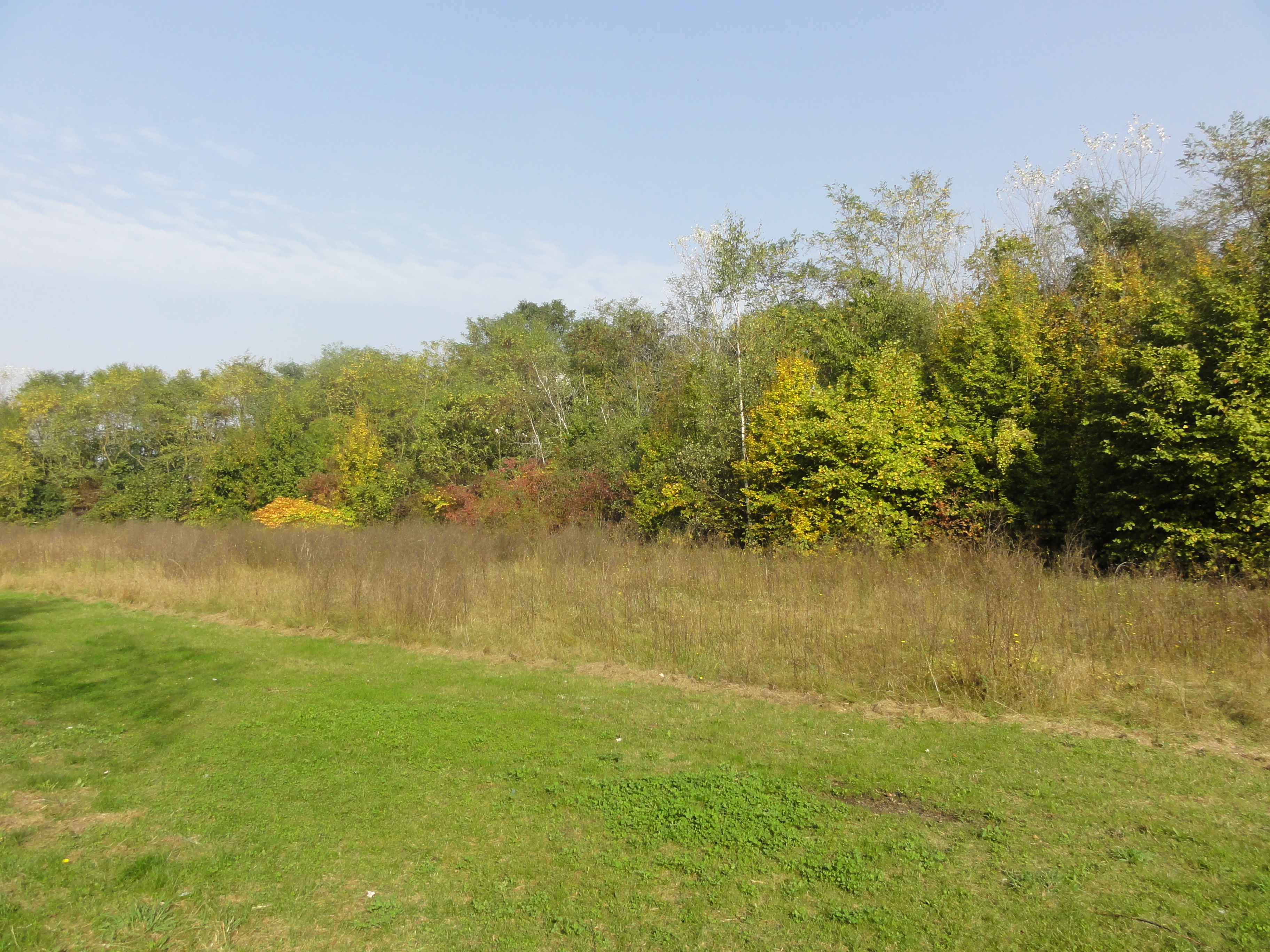
Le terril no 90.

50° 25′ 05″ N, 2° 56′ 04″ E
Le terril no 90, 6 Est de Dourges, situé à Hénin-Beaumont, est le terril plat de la fosse no 6 des mines de Dourges. Initialement haut de 22 mètres, il a été exploité, et il n'en reste que la base,.

## Les cités
Des cités ont été bâties à proximité de la fosse no 6.

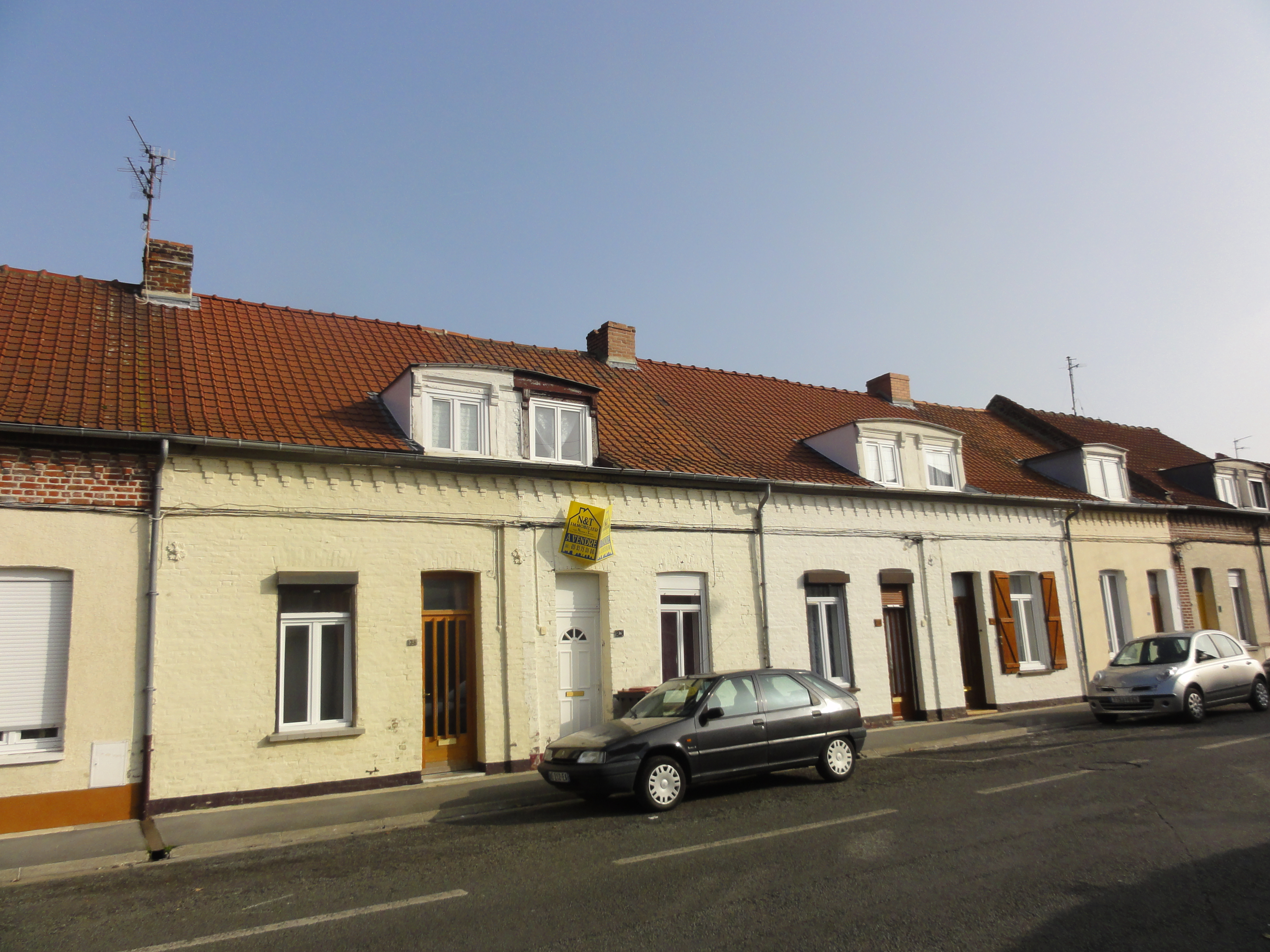
Un coron ancien.
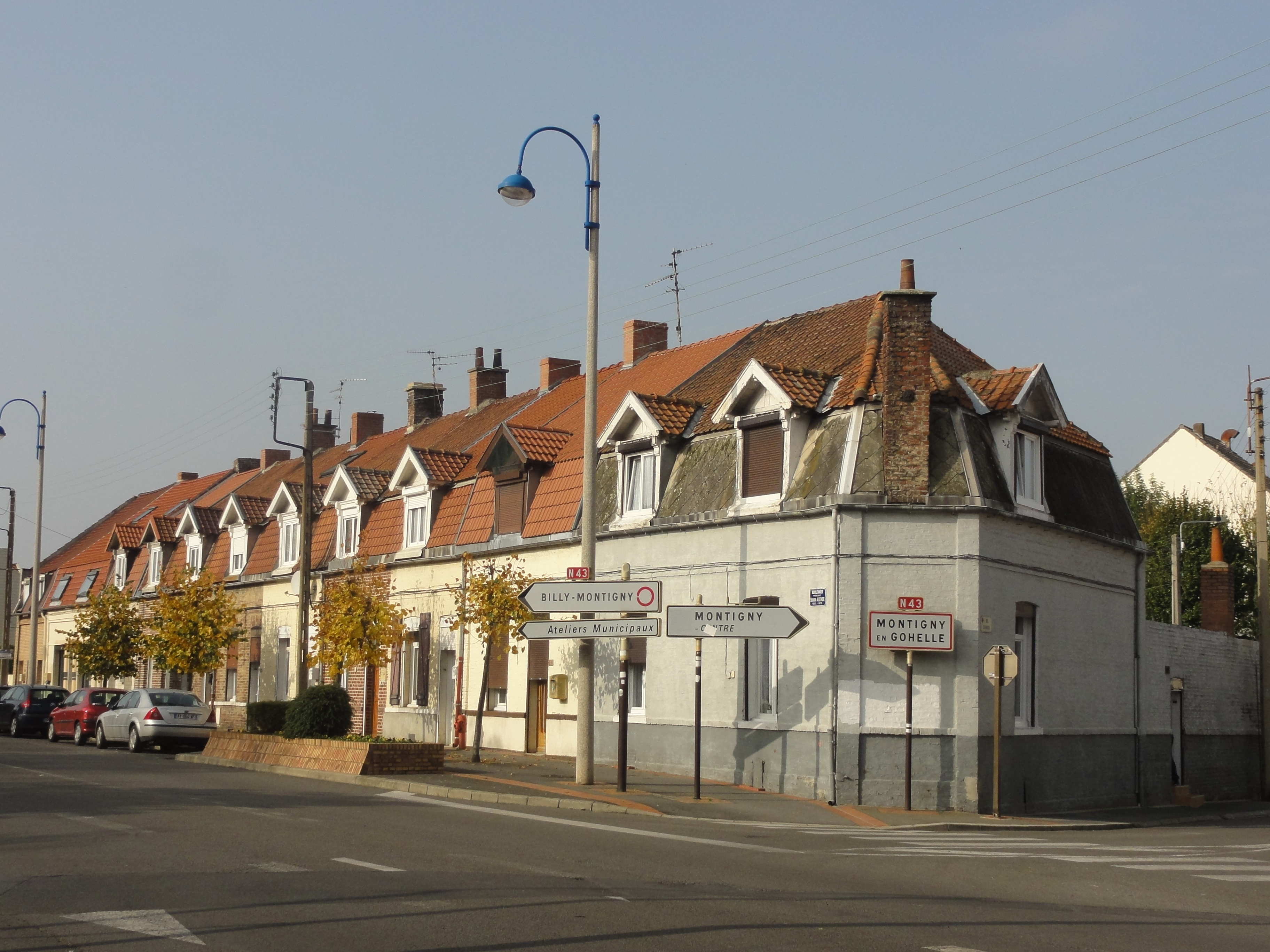
Un coron.
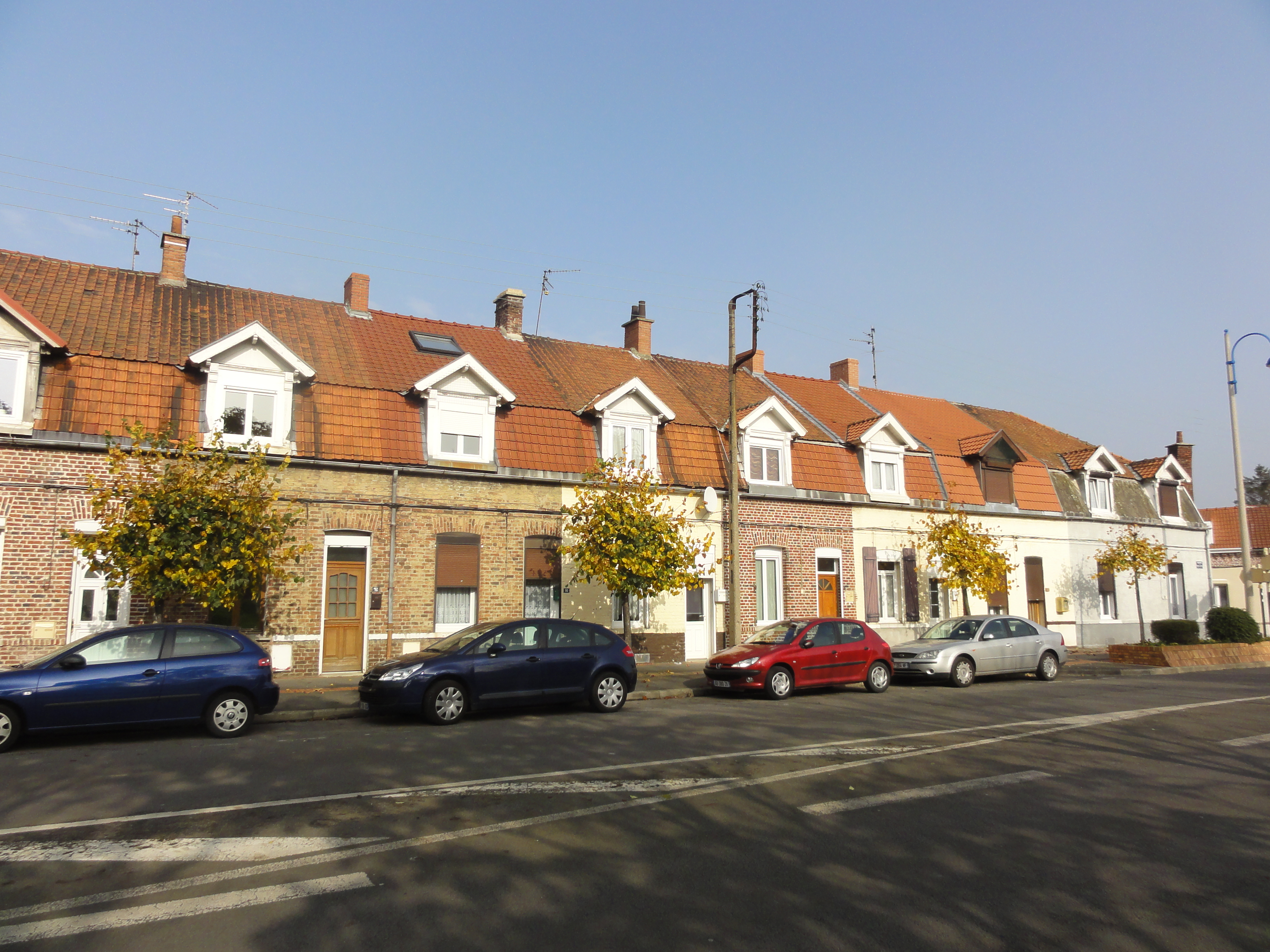
Un coron.
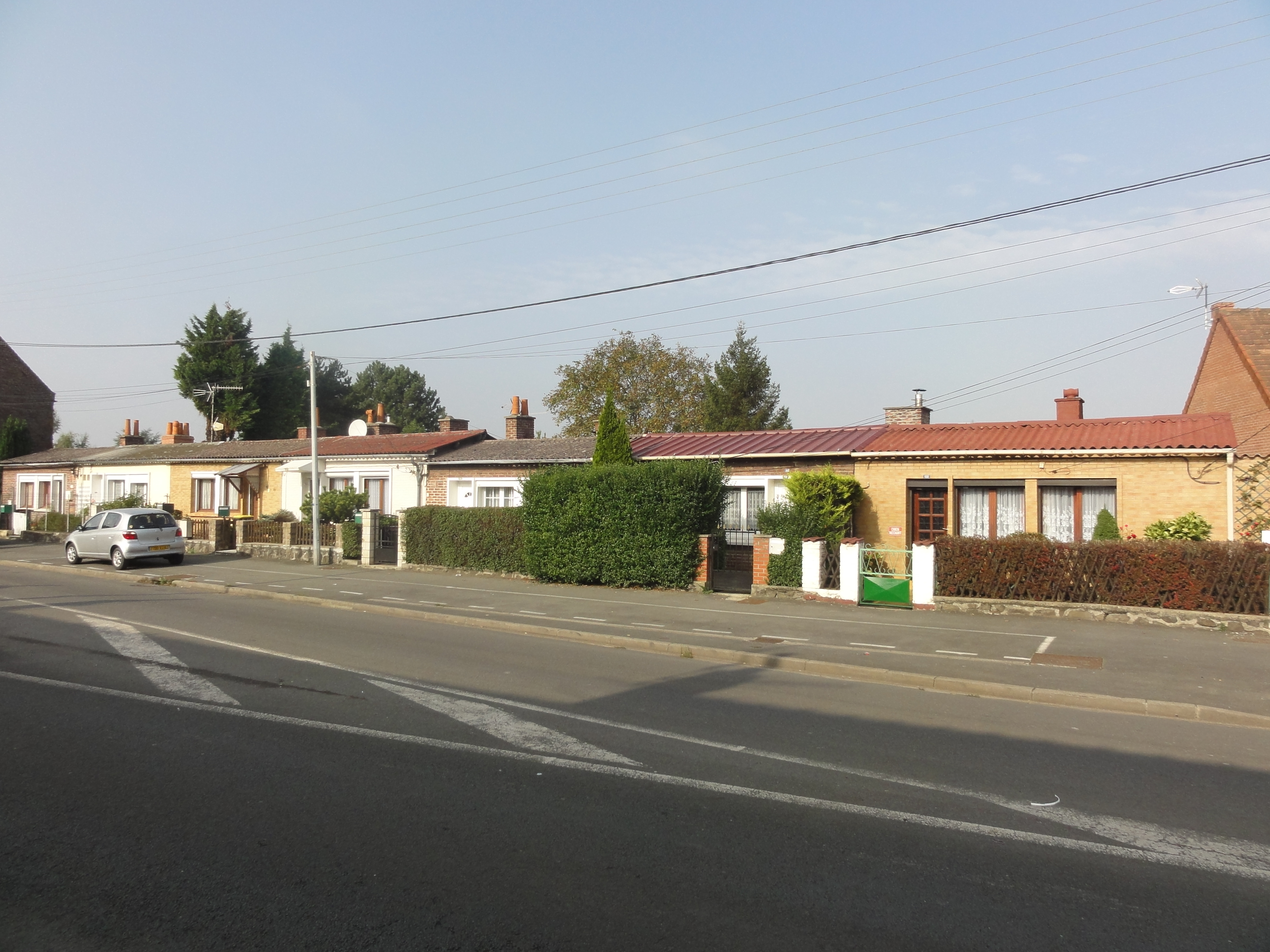
Un coron post-Nationalisation.
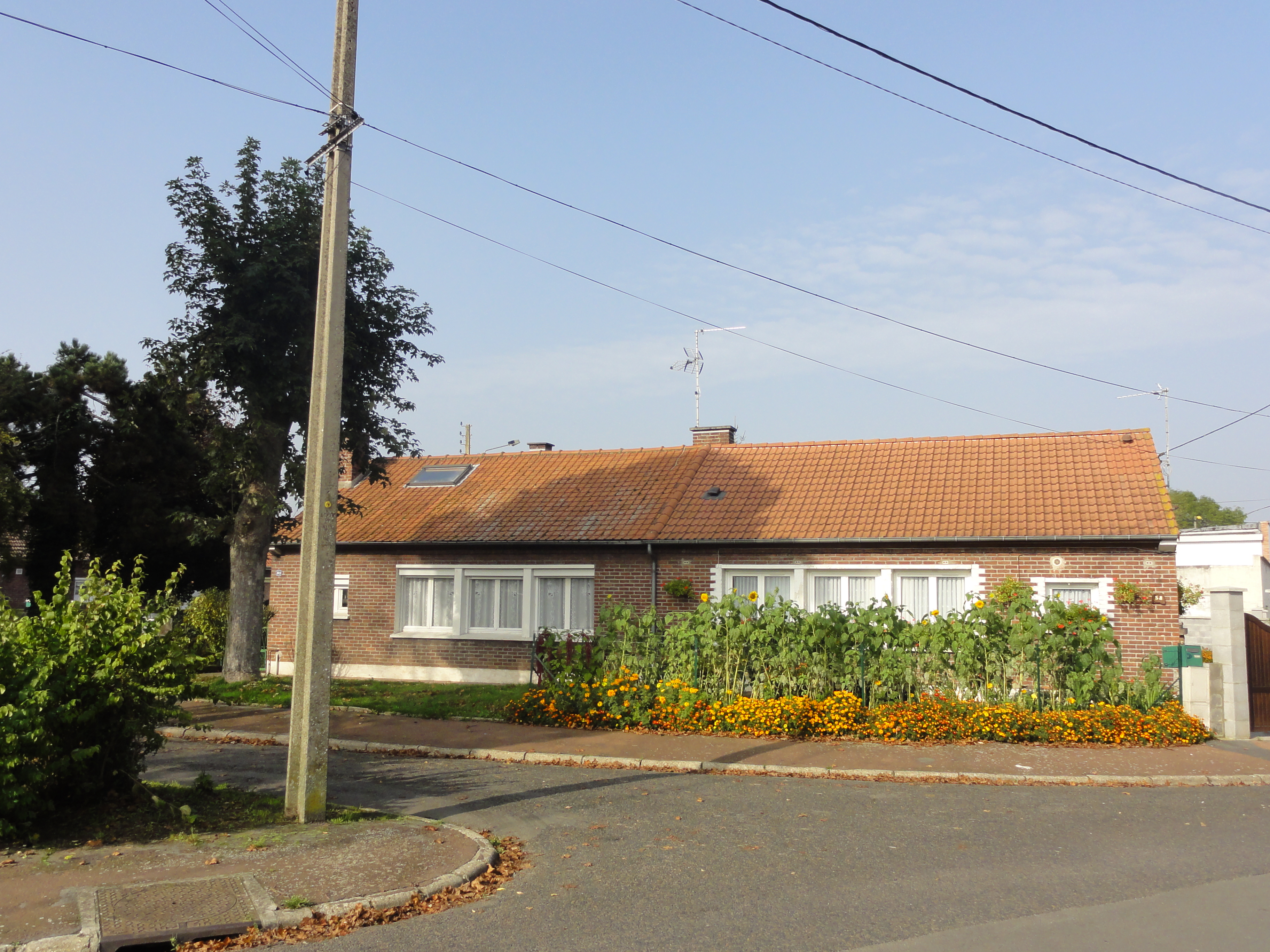
La cité Sainte-Barbe.
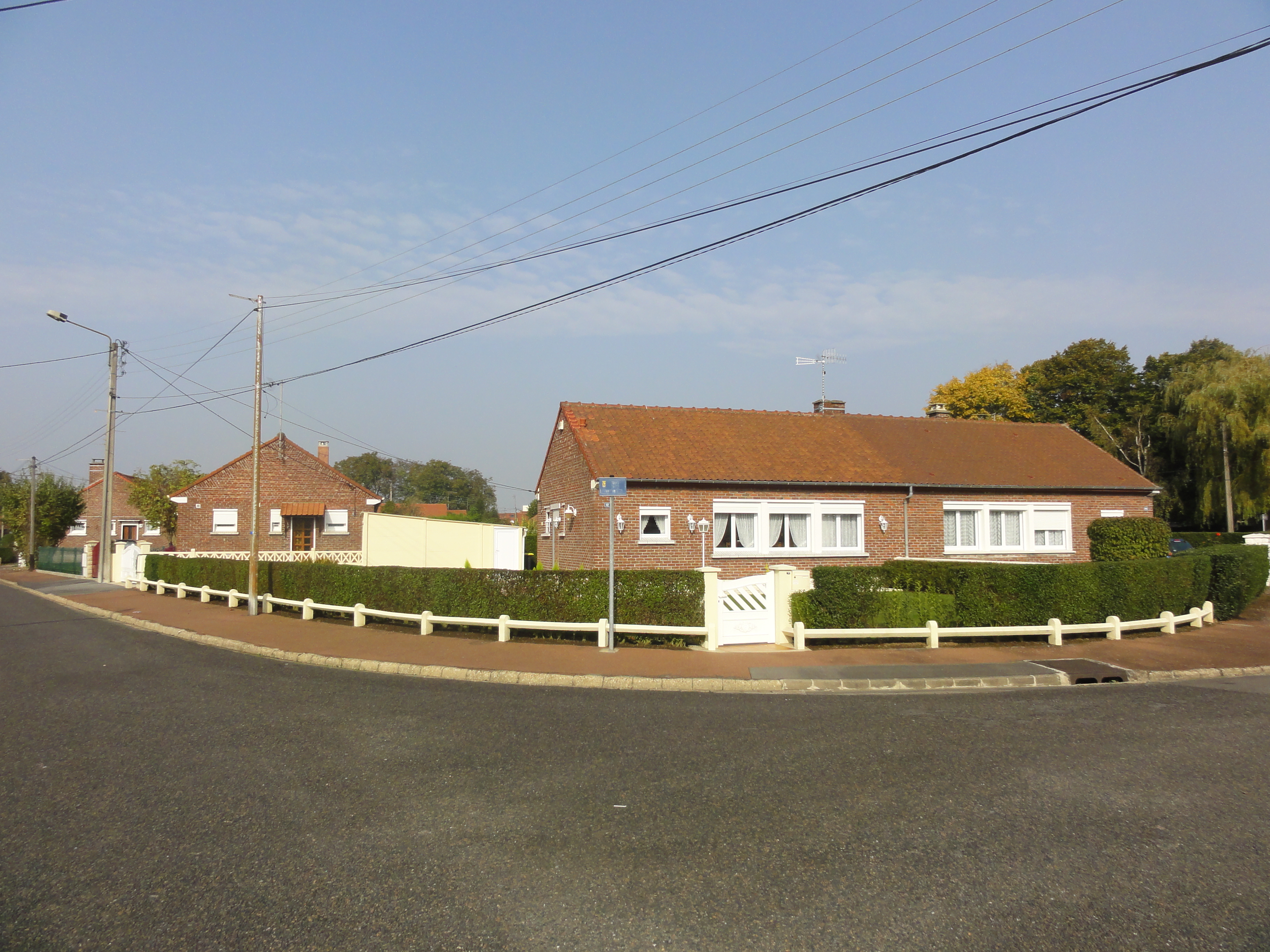
La cité Sainte-Barbe.